# Smudo

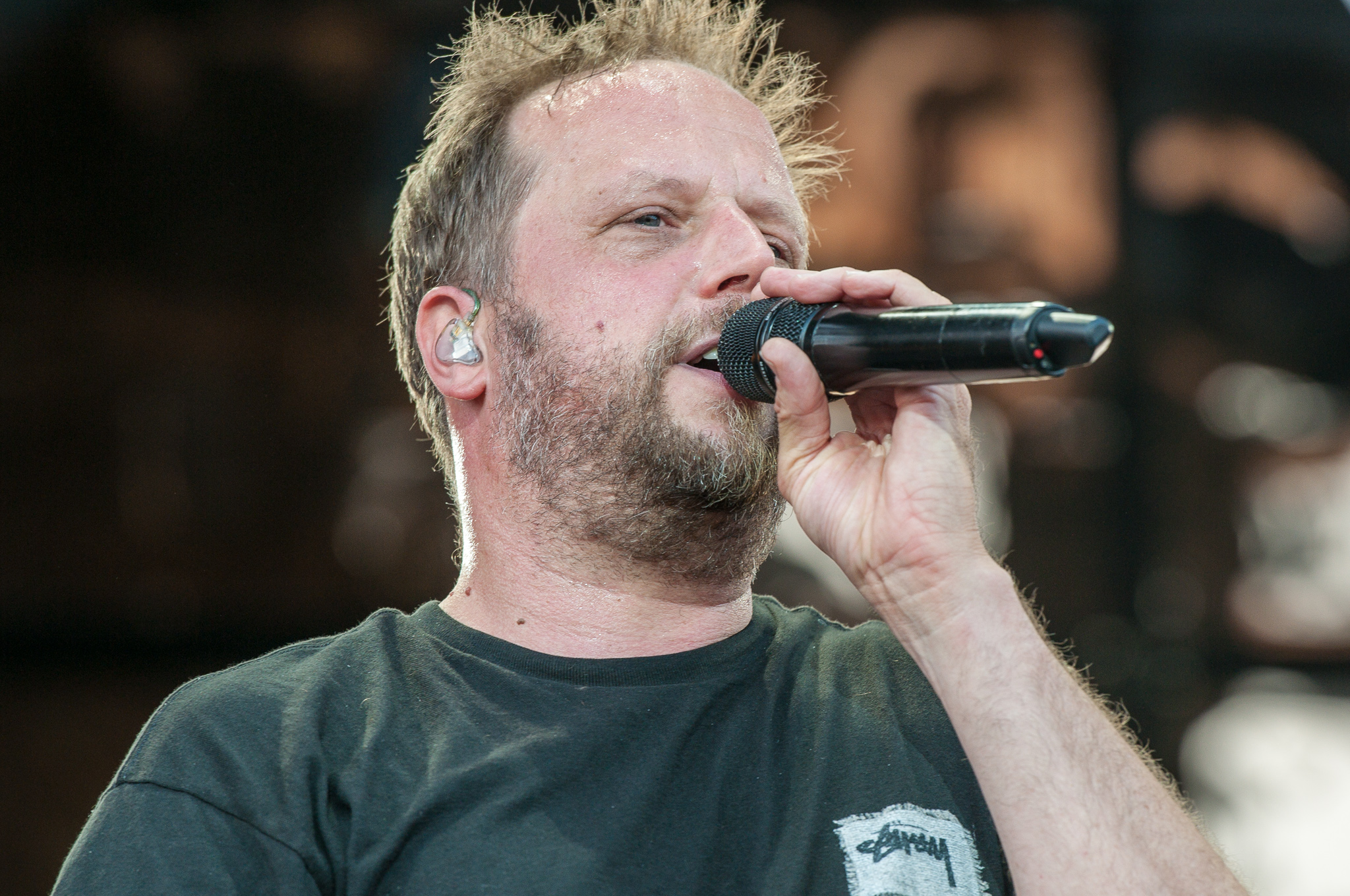
Smudo bei Rock im Park 2014

Smudo (* 6. März 1968 in Offenbach am Main; auch S.M.U.D.O., Mikrofonprofessor Smudo; bürgerlich Michael Bernd Schmidt) ist ein deutscher Texter und Rapper der Hip-Hop-Gruppe Die Fantastischen Vier, außerdem arbeitet er als Synchronsprecher und Schauspieler.

## Leben

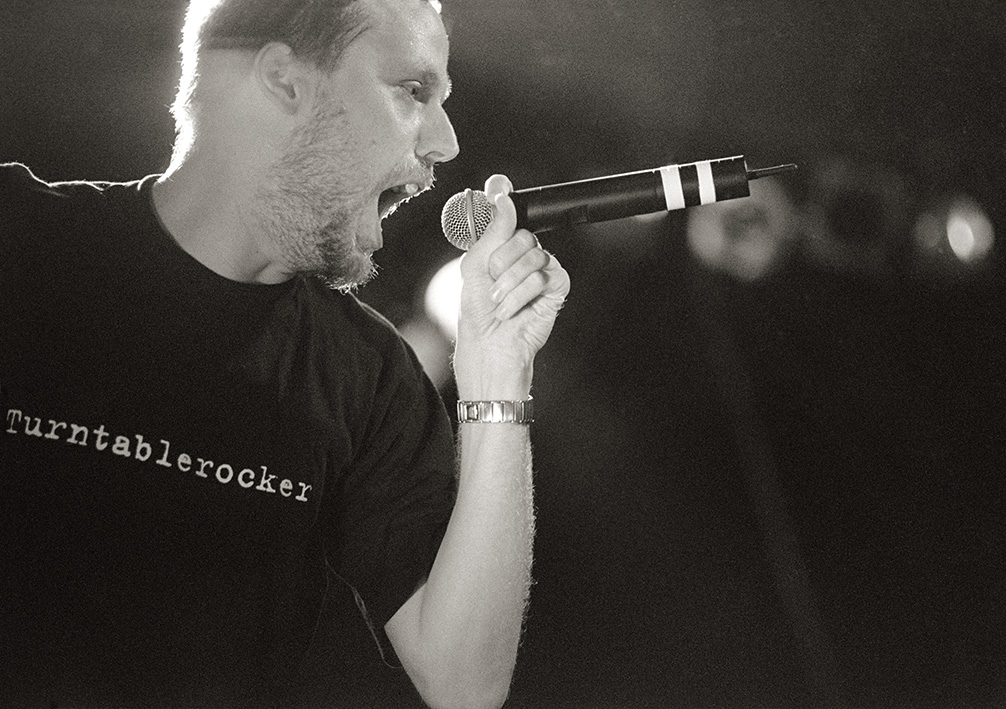
Smudo 1998

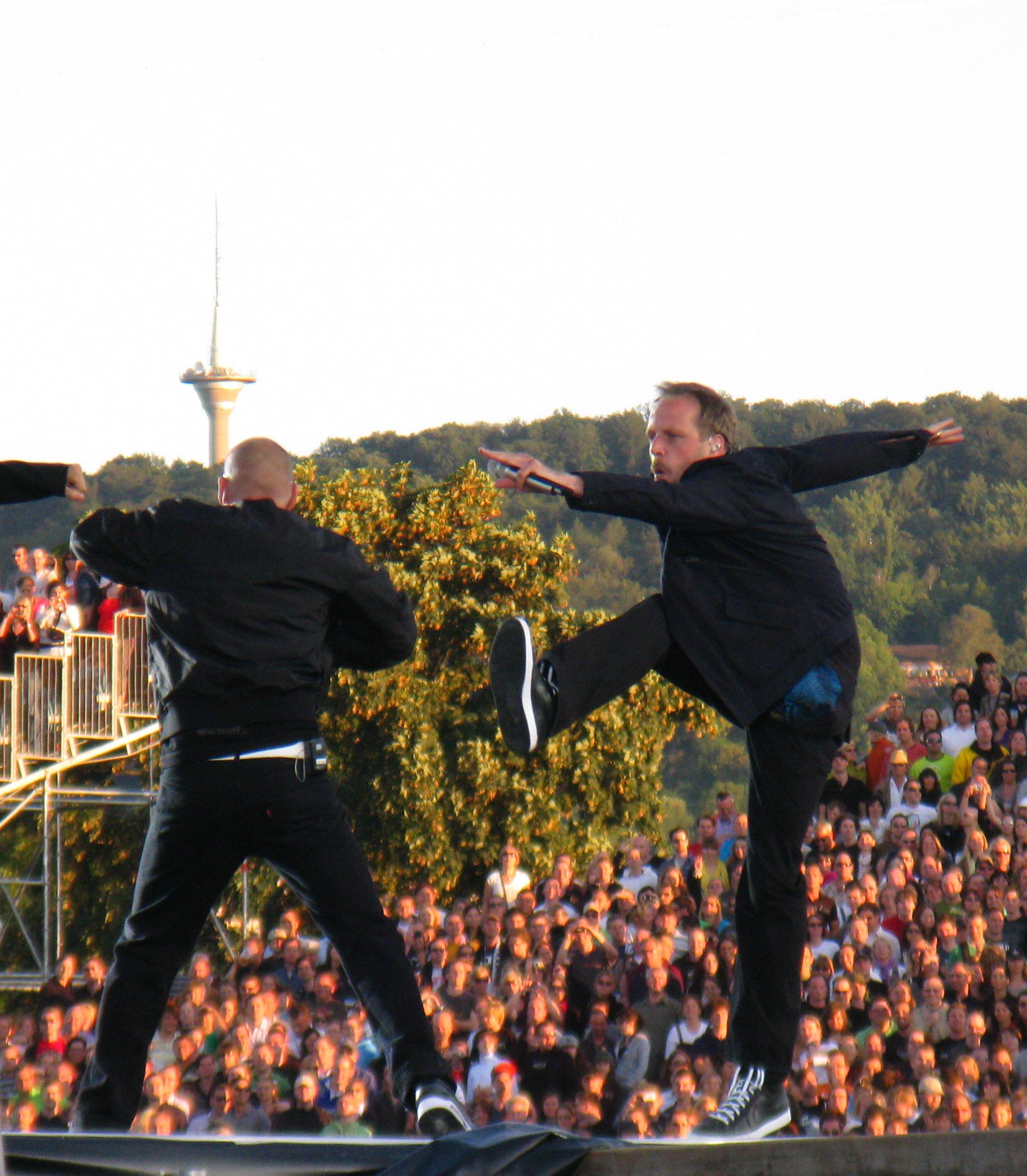
Smudo beim „Heimspiel“ der Fantastischen Vier 2009.

Smudo ging auf die Josefschule Mastbruch (Paderborn), ehe er ab Mitte der 1970er Jahre mit seinen Eltern und seinem Bruder in Gerlingen wohnte und dort 1988 das Gymnasium mit dem Abitur abschloss.

## Musikalische Karriere
Nach dem Abschluss ging er mit Thomas D für dreieinhalb Monate in die USA. Smudos musikalische Karriere begann 1986, als er mit Andreas Rieke das Terminal Team gründete. Zur gleichen Zeit begann er auf dem C64 zu programmieren; mehrere seiner Programme wurden bei INPUT 64 veröffentlicht. 1989 stießen Michael Beck und Thomas D zum Terminal Team und man nannte sich fortan Die Fantastischen Vier. Der Künstlername „Smudo“ hat seinen Ursprung in der Schulzeit in Gerlingen: Damals stand er gerne erst kurz vor dem Beginn der Schule auf und vernachlässigte dann sein Äußeres. An seinen Nachnamen angelehnt erhielt er deswegen den Spitznamen „Schmuddel“, was über die Jahre zu „Smudo“ wurde.

## Luca-App
Seit November 2020 ist Smudo in das Luca-App-System – zur Kontaktpersonennachverfolgung – geschäftlich involviert und tritt für dessen Akzeptanz auch als Botschafter auf.

## Privates
Smudo lebt seit 1996 in Hamburg, ist seit 2006 verheiratet und Vater von drei Töchtern (* 2007, * 2010 und * 2017).

## Musik
Neben den Fantastischen Vier beteiligte sich Smudo an mehreren Projekten – so war er an den ersten Platten der Jazzkantine beteiligt. Als Solokünstler veröffentlichte er bislang nur im Rahmen von Pop 2000 das Lied Rudi, das im Original von Herwig Mitteregger stammt.
Des Weiteren veranstaltete Smudo in Hamburg von 1998 bis 2008 jeweils im April sein Dee-Jaying Chez Le Smou in der Hamburger Prinzenbar. Seit 2008 legt er in ausgesuchten Clubs auf. Dabei ist eine Fusion aus 1980er/1990er-Rap mit 1970er-Soul/R&B und 2000er-Black Music durchsetzt mit schrägen Ska/Reggae/Funk zu erwarten. Seit 2007 ist er Resident-DJ beim jährlichen Baltic Soul Weekender.

## Diskografie

### Solodiskografie
- 1993: Die Deutsche Reimachse – 100 % positiv
- 1994: Jazzkantine – Respekt
- 1995: Jazzkantine – Sprechstunde
- 1997: Gunter Hampel Next Generation Köln Concert Part 1 bzw. 2 (birth records 1997, mit Christian Weidner, Christian Jaroslawski, Gerrit Juhnke, Clemens Orth, Shaun Vargas, Magnolia, N.O.R.E., Nuclear B., Smudo, Sprite)
- 1998: Bootsy Collins feat Thomas D & Smudo – Home of da Freaks
- 1998: Hausmarke feat Melle Mel, Scorpio & Smudo – Weltweit
- 1998: Jazzkantine – Kantinental
- 1998: Fischmob Allstars – Susanne zur Freiheit
- 2000: Pop 2000 – Rudi
- 2000: Fettes Brot feat. Smudo – Smudo’s Traffic Beatbox Jam
- 2000: Plattenpapzt feat Smudo & Thomas D – Ja, Ja – is klar
- 2003: Blumentopf feat. Smudo – Better Life GmbH
- 2013: Sido feat. Smudo, Eko Fresh, Lakman, Laas Unltd., Nazar, Frauenarzt, Manny Marc, Bushido, BK, Olli Banjo, Tarek, Erick Sermon, MoTrip, Moses Pelham, Bass Sultan Hengzt, Afrob, Dr. Renz, B-Tight – 30-11-80

## Videospiele
Smudo ist bekennender und begeisterter Videospieler. In seiner Jugend gewann er mit dem selbstprogrammierten und an die Science-Fiction-Geschichte The Prize of Peril von Robert Sheckley angelehnten Text-Grafik-Adventure Price of Peril einen Programmierwettbewerb des Heise-Verlags.
Im 1997 erschienenen Raumkampfspiel Wing Commander: Prophecy hatte er einen Auftritt als Jägerpilot in einer Filmszene in einer Bar. Ebenfalls 1997 lieh er als Synchronsprecher dem Bösewicht in Tomb Raider 2 seine Stimme. Im Rahmen des Arcade-Racers Juiced 2 (2007) kann der Spieler gegen Smudos Fahrerprofil und seinen Bio-Concept-Ford-Mustang antreten, den der Spieler später auch selbst fahren und verändern kann.
Im Dezember 2008 trat Smudo neben Thomas D auch als Werbepartner für das Online-Rollenspiel World of Warcraft in Erscheinung. Seit 2010 sind die Fantastischen Vier mit Smudo Nintendo-Testimonials und erstellten für den 2010-Wii-Release Wii Party Werbespots, in denen sie in die Rolle von Artisten-Veteranen, den Los Aeros Fantos, schlüpften.
Im Februar 2011 war Smudo Gast im Retrogaming-Podcast Spieleveteranen von Heinrich Lenhardt und Jörg Langer.
In dem im Oktober 2013 erschienenen Point-and-Click-Adventure Goodbye Deponia spricht und rappt Smudo Cowboy Dodo.

## Film/Fernsehen
Seit dem Jahr 2003 ist er festes Mitglied im Rateteam der SWR-Show Sag die Wahrheit. Ende 2015 wurde die 400. Sendung produziert.
Neben diversen Kleinstrollen (Statist im US-Videospiel Wing Commander Prophecy 1997, u. a. mit Mark Hamill und Thomas Wilson), dem prämierten Kurzfilm Wünsch Dir was (2001) als Engel3 und einer Sprechrolle im Videospiel Tomb Raider 2 kam es 2003 zum ersten Kinoeinsatz im monumentalen Kunstfilm Poem – Ich setzte den Fuß in die Luft und sie trug, in dem Smudo unter Regie von Ralf Schmerberg als Anführer eines nackten Männerheeres gegen ein nacktes Frauenheer zu Felde zieht, eine Interpretation von Freude schöner Götterfunken (erschienen auf DVD 2004).
2005 übernahmen die Fantastischen Vier die deutschen Stimmen der vier Pinguine im Animationsfilm Madagascar, Smudo sprach „Private“. Weihnachten 2005 erschien ein Weihnachtskurzfilm der vier Pinguine In vorweihnachtlicher Mission, ebenfalls von den Fantastischen Vier gesprochen. 2006 sprach Smudo mit Grautvornix im Kinofilm Asterix und die Wikinger seine erste Hauptrolle. Ebenfalls 2006 lieh er dem Bösewicht Boingo in Die Rotkäppchenverschwörung seine Stimme. 2008 sprach Smudo die Synchronstimme des Gaststars Snoop Dogg in einer Episode von Monk. Im selben Jahr übernahmen die Fantastischen Vier die deutschen Stimmen der vier Pinguine in der Fortsetzung Madagascar 2. Smudo sprach erneut „Private“.
Außerdem spielte Smudo in dem Film Vorstadtkrokodile (2009) an der Seite von Maria Schrader, mit der er auch für Vorstadtkrokodile 2 (2010) vor der Kamera stand. 2012 hatte er in dem Kinofilm Pommes essen (2012) seine erste Hauptrolle. Ebenfalls 2012 war er im Kinofilm Das Haus Anubis – Pfad der 7 Sünden zu sehen.
2013 trat er als Musikexperte, dem sog. Musikagenten, in der zehnteiligen Tele-5-Musikshow Playlist – Sound of My Life auf.
Er war zusammen mit seinem Bandkollegen Michael Beck von 2014 bis 2018 Jurymitglied bei The Voice of Germany, zweimal konnte ihr Kandidat gewinnen (2014 Charley Ann Schmutzler, 2015 Jamie-Lee Kriewitz). 2021 sind beide Jurymitglieder bei The Voice Kids.
Im November 2015 kämpfte er in der ersten und der dritten Folge von Teamwork – Spiel mit deinem Star auf ProSieben jeweils zusammen mit einem Fan als einer der „Stars“ neben Klaas Heufer-Umlauf, Joko Winterscheidt und Sasha (1. Folge) bzw. Sido (3. Folge). 2016 war er zudem Hauptperson in einer Episode der Fernsehsendung In the Box, in der er auf einem Trawler arbeiten musste.
Im September 2020 war er als Kandidat in der Quizshow Genial oder Daneben? bei Sat.1 zu sehen.
2024 war er Teamcaptain in der Sendung Hast Du Töne? bei Sat.1.

## Filmografie
- 2001: Was Geht – Die Fantastischen Vier
- 2004: Poem – Ich setzte den Fuß in die Luft und sie trug
- 2005: Madagascar (dt. Synchronstimme von Private)
- 2007: Die Rotkäppchen Verschwörung – dt. Synchronstimme von Boingo dem Hasen
- 2008: Madagascar 2 (Madagascar: Escape 2 Africa, dt. Synchronstimme von Private)
- 2009: Vorstadtkrokodile
- 2010: Vorstadtkrokodile 2
- 2012: Das Haus Anubis – Pfad der 7 Sünden
- 2012: Pommes essen
- 2012: Madagascar 3: Flucht durch Europa (Madagascar 3: Europe’s Most Wanted, dt. Synchronstimme von Private)
- 2015: Die Pinguine aus Madagascar (Penguins of Madagascar, dt. Synchronstimme von Private)
- 2016: Angry Birds – Der Film (The Angry Birds Movie, dt. Synchronstimme des mächtigen Adlers)
- 2019: Wer 4 sind (Dokumentarfilm)
- 2020–2021: Joko & Klaas gegen ProSieben (Gastauftritte)
- 2023: SOKO Stuttgart (Fernsehserie, Folge Alte Schulden)
- 2024: Hast Du Töne?

## Hörbücher/Hörspiele
Neben seiner Tätigkeit als Sprecher beim Film und im TV arbeitete Smudo auch an Hörbüchern und Hörspielen als Sprecher. So veröffentlichte er 2001 mit Martin Semmelrogge und Günter Amendt das Hörbuch Fear and Loathing in Las Vegas. Des Weiteren beteiligte er sich an der Hörbuchreihe Laut gegen Nazis. Für Benjamin von Stuckrad-Barres Deutsches Theater (2002) las Smudo Die Gartennazis.
2008 sprach Smudo in Folge 7 der Reihe Caine von Lausch – Phantastische Hörspiele die Rolle des Dr. Henry Rollins. Im selben Jahr las er die offizielle Falco-Biographie bei Lausch – Phantastische Hörspiele für Radioropa ein. Im Kinder-Spin-off der Drei ???, Die drei ??? Kids, lieh Smudo in Folge 5 – Flucht in die Zukunft (2009) – dem Zeitmaschinen-Erfinder John Smith seine Stimme.